# Bruno Rahmen
Bruno Rahmen (* 15. Oktober 1948) ist ein ehemaliger Schweizer Fussballspieler und Trainer.
Nach seiner Fussball-Karriere war er beruflich Laborant und Chemikant bei der Basler Chemie und zum Schluss als Verkaufsdirektor tätig. Er ist seit 1968 mit Marlis verheiratet und sie haben zwei Söhne Patrick und Micha, beide sind ehemalige Fussballprofis. Patrick war von 2004 bis 2007 der Trainer des FCB U-18 und ab 1. Juli 2007 bis Oktober 2011 Trainer des FCB U-21 Mannschaft und seit April 2021 Cheftrainer der 1. Mannschaft des FCB.
Rahmen wuchs in Riehen auf, spielte Fussball bei den Junioren des FC Riehen und in der 1. Mannschaft in der 2. Liga. Im Sommer des Jahres 1966 wechselte er zum FC Basel und spielte zehn Jahre dort. Mit dem FCB wurde er fünfmal Schweizer Meister, einmal Pokalsieger und einmal Schweizer Ligacupsieger.
Im Jahre 1976 wechselte Rahmen zum FC Luzern, damals in der Nationalliga B. In Luzern stieg er 1979 mit der Mannschaft auf.
Seine Fussballerlaufbahn beendete Rahmen als Spielertrainer beim BSC Old Boys. Während der Periode 1983 bis 1985 wirkte es als Trainer beim FC Luzern. Im Jahre 1992 war er Interims-Trainer beim FC Basel zusammen mit Karl Odermatt, nach der Entlassung von Ernst-August Künnecke und vor Friedel Rausch, der das Amt übernahm.

## Titel und Erfolge
Basel
- Schweizer Meister: 1967, 1969, 1970, 1972, 1973
- Schweizer Cupsieger: 1975
- Schweizer Ligacupsieger: 1973
- Alpen Cupsieger: 1969, 1970

Luzern
- Aufstieg 1979 in die Nationalliga A.